# Wadi' al-Bustani
Wadi' al-Bustani (arabisch وديع البستاني, DMG Wadīʿ al-Bustānī; * 1886 in Dibbiye; † 20. Januar 1954) war ein libanesischer Dichter und Übersetzer. Er gehörte der maronitischen Kirche an.
Er wurde 1886 in Dibbiye in der libanesischen Provinz Schuf geboren. Er studierte an der Amerikanischen Universität von Beirut und wurde Übersetzer am britischen Konsulat in al-Hudaida (Jemen). Es folgten jahrelange Aufenthalte in Indien und Südafrika in der britischen Kolonialverwaltung. Schließlich ließ er sich in Jerusalem als Rechtsanwalt nieder und wurde 1917 Beamter der Mandatsverwaltung. 1923 war er Mitbegründer der Islamisch-Christlichen Vereinigung. Später wurde er Sekretär der Dritten Arabischen Delegation in London. Er übersetzte einige Bücher aus dem Englischen ins Arabische, auch Sanskritliteratur wie das Ramayana oder persische Poesie wie die Vierzeiler des Omar Chayyām. Seine Gedichte sind im Band Falastiniyat gesammelt.
Er übersetzte auch Chaim Weizmanns Trial and error ins Arabische.